# Nit de Sant Joan
La nit de Sant Joan, també anomenada popularment la revetlla de Sant Joan, la nit del foc, la nit de les bruixes o la nit del ros, se celebra arreu dels Països Catalans, i en altres indrets del món, durant la nit entre el 23 i 24 de juny. El dia de Sant Joan, sovint considerat la Diada Nacional dels Països Catalans, és el 24 de juny, però la revetlla de Sant Joan se celebra la nit del 23. És una nit en què se celebra el solstici d'estiu, amb alguns dies de retard. És una celebració que l'Església catòlica fa coincidir amb la data de naixement de sant Joan Baptista i que ha esdevingut una festa amb elements i costums molt marcats i simbòlics: el foc purificador, els banys de mitjanit, les herbes de sant Joan, les cançons, el ball o els guariments i més rituals màgics. L'origen de la celebració de la nit de Sant Joan és pagà i forma part del grup de festes solsticials, com Nadal. Amb una tradició que es remunta a molt abans de la implantació de cristianisme, és una festa que se celebra pel solstici d'estiu.
Les celebracions tenen el foc com a element característic. Es fan fogueres comunals, familiars i individuals i segons la tradició de cada localitat se'n munten moltes de diferents o només se'n fan en una plaça o carrer en concret, tradicionalment amb objectes inservibles de fusta que s'han anat acumulant durant tot l'any. En algunes celebracions hi té un lloc destacat la pirotècnia. Gastronòmicament s'acostumen a acompanyar les reunions familiars al vespre pròpies d'aquesta data amb la coca de Sant Joan, de recapte o de llardons.

## Territoris de parla catalana

### Història
No és gens clar l'origen d'aquesta celebració. Prové d'una tradició força antiga i podria tenir com a mínim més de 5 segles. Hi ha qui hi veu un origen pagà anterior al cristianisme, una mena de reviviscència de les festes del solstici d'estiu. En aquest sentit, hi ha la creença que les flames allunyen i espanten els éssers imaginaris que només campen durant aquesta nit o que si també vaguen durant la resta de l'any, en aquest dia ho fan més intensament i en més nombre. Altres hi veuen un origen burleta i alegre en el fet que és la nit més distant a la de Nadal i, per tant, hauria de ser la més maleïda i estimada pel diable.
S'han recollit lleis del segle xviii que miraven de posar fre als jocs de la gent amb els focs d'artifici durant aquesta nit, però ha estat en va. Durant el franquisme es va tractar de posar fi a la festa considerant-la pagana i impròpia de la gent cristiana, però per tot arreu es va continuar clandestinament sense que es pogués frenar. Entre les creences al voltant de les fogueres hi ha qui creu que les fogueres tenen la virtut de netejar el cel de les nuvolades malignes capaces de dur calamarsa, de manera que cal encendre-les un cop l'any perquè no pedregui i faci mal temps.
La primera referència documentada de la festa a Barcelona data del segle xv. A Barcelona està documentat que al segle xv les fogueres, els petards, els banys al mar i la disbauxa pels carrers ja eren els protagonistes de la festa. Crida l'atenció que un home tan detallista i versat a explicar els costums de l'època com Cervantes faci anar el seu Quixot a Barcelona just en el dia de Sant Joan i no faci ni un sol esment a la tradició. Per altra banda, es conserva una norma de l'Ajuntament de Barcelona de l'any 1780 en la qual es prohibia específicament les fogueres dins les muralles de la ciutat per a aquesta celebració, per la qual cosa se'n podria deduir que llavors la festa ja s'havia popularitzat. Era tradició molt estesa de cremar quatre fogueres, una a cada cantonada de la masia; d'aquesta manera la protegien de tota mena de mals. A vegades només a l'entrada, amb la mateixa finalitat. Però des de sempre s'ha assajat d'impedir-les dins les ciutats, pels perills lògics que comporta.
Sembla haver-se perdut el costum, però emulant el costum del rei Carnestoltes, era absolutament estès de posar un ninot de palla guarnit amb un cove fent de capell al capdamunt de la foguera. Quan el foc ja cremava ben fort i abans que arribés al ninot, la mainada l'apedregava per tal que caigués a la foguera i es consumís. A Collbató i al Bruc, això no obstant, el que s'hi posava era una canya amb un tros de tela emulant una bandera. A vegades, aquest ninot es posava al cim d'un tronc d'arbre tallat expressament per a l'ocasió i que vertebrava la foguera.
Cap a la regió de Montserrat, havia estat tradició passar el rosari així que s'apagava la foguera. En canvi, en el Lluçanès, el passaven abans. Cap a Montserrat, era tradició que el més vell del poble encengués la foguera comunal i en acabat cridés Beneït sia sant Joan!, crit que era replicat per tota la gent congregada. En canvi, al Vallespir, l'havia d'encendre la darrera parella en haver-se casat.
A la Conca de Barberà, s'encenia una foguera davant de l'ermita de Sant Joan de la muntanya, ermita que és visible des de tots els punts de la comarca. Els altres pobles, en veure el foc dalt de la muntanya, encenien les seves.

### Fogueres

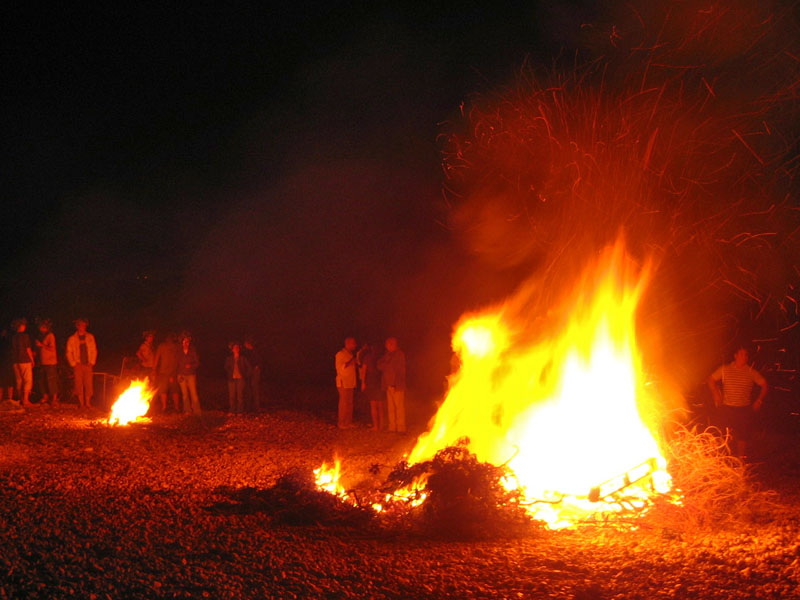
Foguera a la platja de l'Almadrava, Marina Alta. Les fogueres són l'element central de la Nit de Sant Joan als Països Catalans

La Nit de Sant Joan no té una festa única, sinó que, simultàniament, cada poble i cada barri fa les fogueres i les revetlles pròpies. La festa que es fa al voltant dels focs pot ser de moltes menes: sopars populars, espectacles pirotècnics amb diables i bèsties, orquestres i grups musicals que fan ballar el públic, etc. És tradició prendre cava i coca de Sant Joan. Durant la nit de Sant Joan, les fogueres s'encenen quan el sol es pon i s'alimenten fins ben entrada la nit, o la matinada, amb tota mena d'andròmines combustibles. Atreta pel magnetisme del foc, la gent s'hi aplega, canta i balla al voltant… i els més agosarats hi salten per sobre o trepitgen les brases. Antigament, a Barcelona hi havia una gran competència entre fogueres i sovint s'establia rivalitat entre els grups, que es pispaven la fusta mútuament per fer-la més grossa.
La relació entre el foc i el solstici d'estiu ve de molt lluny: se sap que les civilitzacions mediterrànies més antigues ja celebraven la nit més curta de l'any encenent fogueres (tot i que la de Sant Joan no és mai la nit més curta de l'any, ja que no se celebra posteriorment al solstici). En el curs de la història el ritu ha perviscut en les diverses circumstàncies: es va cristianitzar a la fi de l'imperi Romà, es va mantenir més endavant gràcies a la permissivitat cultural dels àrabs i en èpoques més dures va sobreviure per l'arrelament en l'àmbit familiar. El fet és que la tradició dels focs es manté ben viva gràcies al contingut social, col·lectiu i cerimoniós que porta implícit.
Una variant de les fogueres de Sant Joan són les falles, uns troncs que, en alguns pobles dels Pirineus, es baixen encesos a collibè o rodolant per les muntanyes fins a la plaça, on s'apilen per formar fogueres.
L'ús de pirotècnia és un dels derivats del ritual dels focs: la nit de Sant Joan s'encenen i esclaten bengales, piules, trons voladors, traques, volcanets, coets sorpresa, rodes, bombetes, xiuladors i focs d'artifici, i aporten soroll i lluminositat a la festa. Recordeu què diu el refrany: ‘Qui encén foc per Sant Joan, no es crema en tot l'any.

#### La flama del Canigó

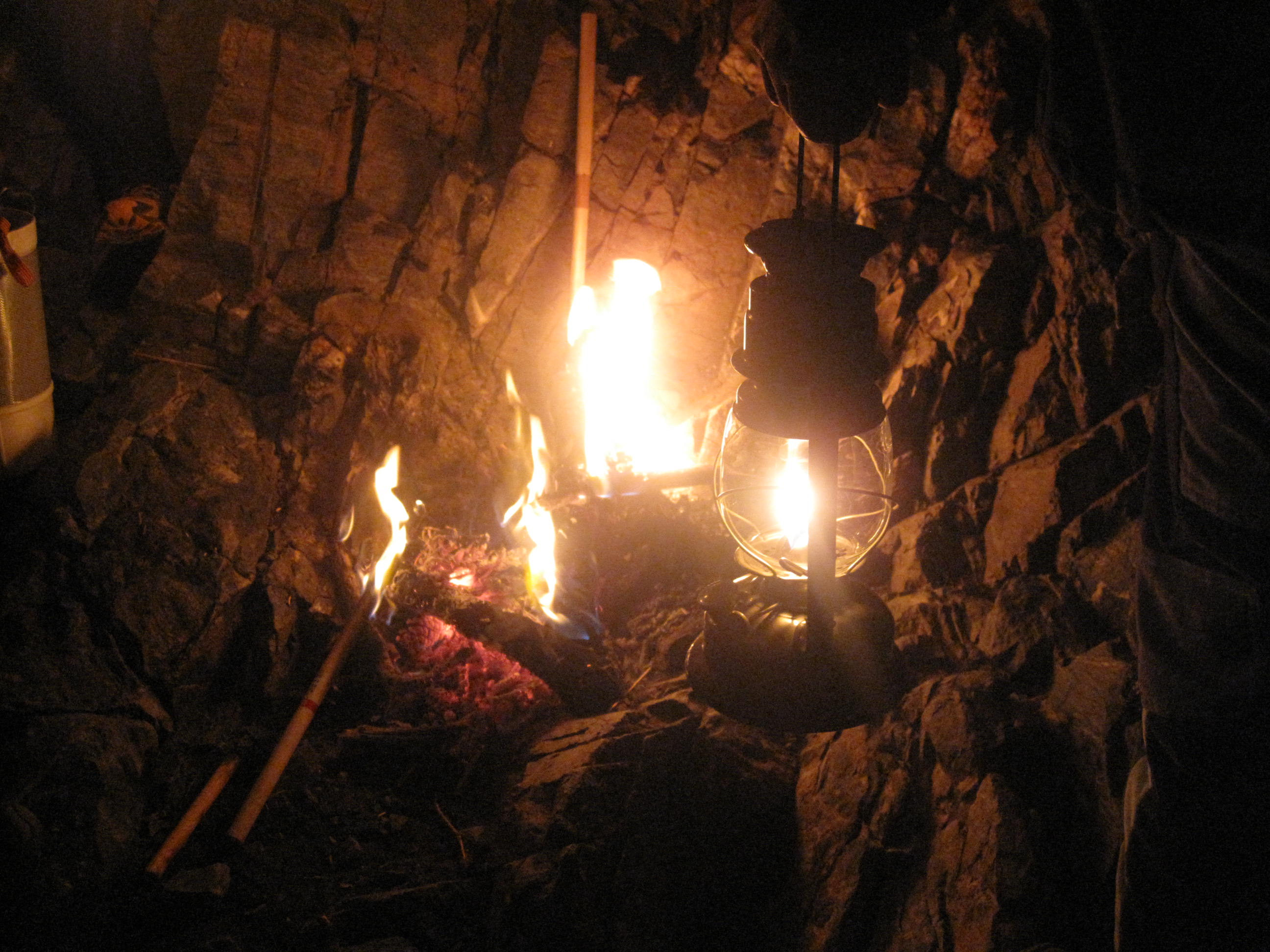
Encesa de la Flama al cim del Canigó

Com a continuació d'una iniciativa encetada el 1955 per l'excursionista nordcatalà Francesc Pujada, des de l'any 1966, diversos col·lectius i organitzacions distribueixen la Flama del Canigó, des del cim de la muntanya, arreu de les terres de parla catalana per encendre les fogueres de la Nit de Sant Joan. La flama roman encesa tot l'any al Castellet de Perpinyà i es renova cada 23 de juny de bon matí al cim del Canigó. A Barcelona, la Flama hi arriba d'ençà de la dècada dels setanta. Per exemple, com en molts altres municipis, el 23 de juny a la tarda la Flama del Canigó arriba a la plaça de Sant Jaume de Barcelona, on és rebuda per les autoritats municipals, l'Àliga de la Ciutat i els Gegants de la Ciutat, mentre sona la cançó «Muntanyes del Canigó». Tot seguit, els representants de cada barri agafen el foc que encendrà les fogueres de tota la ciutat. Amb l'encesa de les fogueres comencen les revetlles a les places i carrers dels barris barcelonins i, paral·lelament, els sopars populars, espectacles pirotècnics, balls i molta gresca fins a la matinada. La Flama surt del cim del Canigó la matinada del 23 de juny i comença a escampar-se per tots els Països Catalans a través de centres de repartiment i cadenes de relleu, de manera que es calcula que aquella nit s'encenen unes 30.000 fogueres amb el foc que prové del cim del Canigó.

#### Fogueres destacades
- Les Falles del Pirineu se celebren a Andorra, al Pallars, l'Alta Ribagorça i l'Aran, entre d'altres indrets. Es cremen diverses menes de falles durant un parell de setmanes a poblacions com Boí, Casós, el Pont de Suert i Vilaller, a més de les conegudes Falles d'Isil, tot i que la revetlla de Sant Joan és quan se'n cremen més. Es tracta d'una tradició pre-cristiana per a celebrar l'arribada de l'estiu. El 2014 es van començar a encendre a Durro el 14 de juny i l'última el 26 de juliol a Llesp. El gros de les baixades i cremades, amb tot, serà demà durant la revetlla de Sant Joan.[12]
- Les Fogueres d'Alacant són la festa major d'Alacant. Se sol sopar a les barraques i els racons de cada foguera amb tots els seus membres i menjar Coca amb tonyina i bacores.

#### Pirotècnia

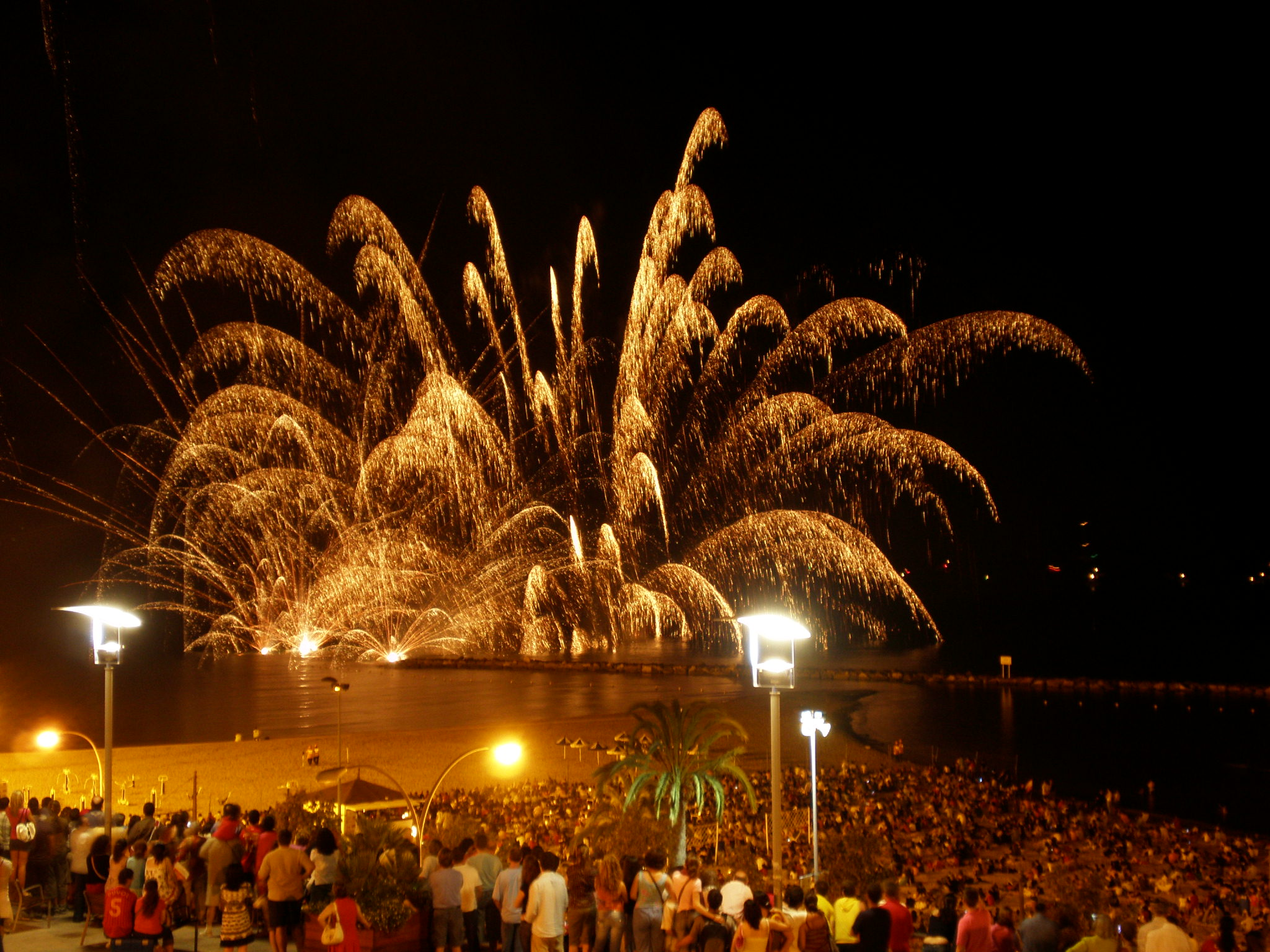
Focs artificials d'Alacant per Sant Joan

Des del segle xii és habitual l'ús de la pólvora en les celebracions. A València, i en els altres territoris que durant segles van gaudir del refinament sarraí, es va mantenir el caliu de les festes del foc. Des d'antic, ha estat una tradició l'encesa de focs artificials durant la revetlla de Sant Joan a Barcelona. Les pirotècnies familiars que fins a la República pintaven el cel amb els focs van ser qui, amb tenacitat, van aguantar la repressió posterior a la guerra. Algun empresari de fora de Catalunya es presentava de visita oficiosa amb l'uniforme militar per atemorir els organitzadors de festes i aconseguir, amb amenaces, que es contractessin empreses de fora de Catalunya, ja que les catalanes eren considerades rojas y desafectas al Régimen. Al segle XXI gràcies a l'esforç i a la bona gestió, alguna empresa pirotècnica catalana suporta millor la crisi que no pas d'altres, tot exportant el foc català arreu del món.

### L'aigua a la Festa de Sant Joan[14]
Els costumaris antics posen de manifest l'extraordinària importància que ha tingut i encara té l'aigua durant aquesta festivitat. Les creences sobre el poder de l'aigua durant aquesta nit han originat un bon nombre de pràctiques festives, com banys col·lectius en rius, remullades festives i batalles amb aigua, fontades, festes protagonitzades per personatges inspirats en les dones d'aigua... El costum de mullar com a acte de festeig d'aquesta nit havia estat molt estès a tots els territoris de parla catalana.

### Altres activitats

#### Balls i danses

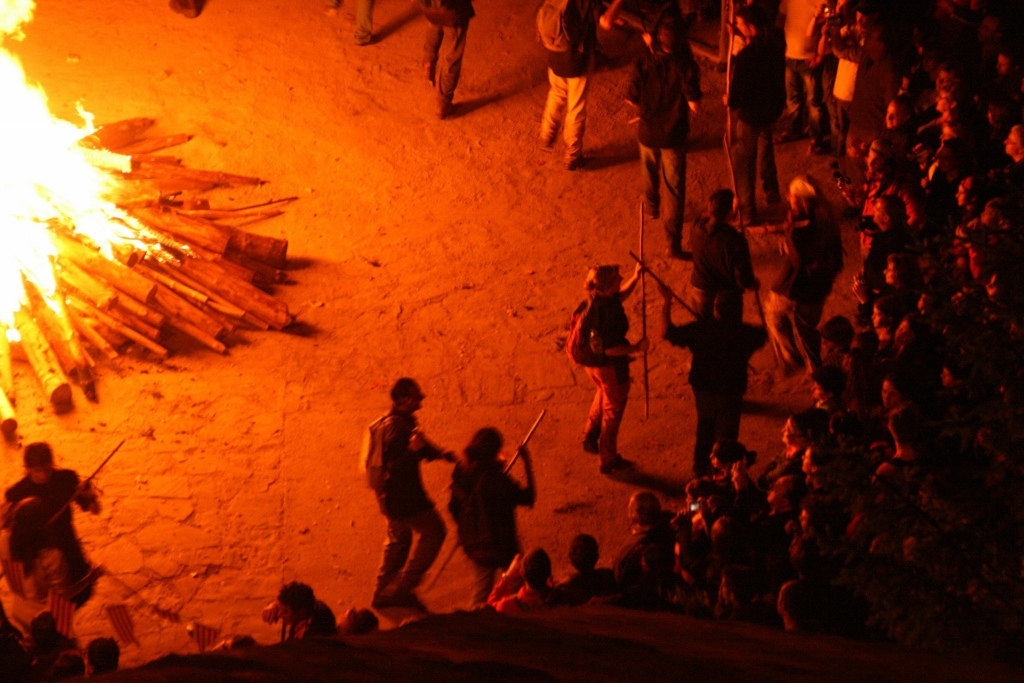
Ball dels Fallaires d'Isil

Al segle XXI els balls per sant Joan romanen reduïts a l'àmbit estrictament folklòric, però havien estat molt estesos a tot arreu, sovint com una manera d'atiar el foc o de simplement fer-ho veure. Es tractava de balls rodons que es feien al voltant de la foguera. On era popular la sardana es ballaven sardanes, però a la resta de territoris solien ser corrandes cantades pels mateixos ballaires i desproveïdes de qualsevol instrument. A cada poble tenien la seva pròpia cantarella, però a causa de la mena de celebració en què s'ha convertit avui la festivitat, han acabat desapareixent, o si més no, han esdevingut festes de música enllaunada.
A Felanitx, Llevant de Mallorca, i a Pollença, Tramuntana de Mallorca, es continua de ballar la dansa de sant Joan Pelós. És un personatge que representa sant Joan Baptista, vestit amb una vestimenta d'origen antic amb colors cridaners, amb la cara coberta amb una careta, que es passeja pel poble el dia de sant Joan, tot ballant al so d'uns instruments primitius.
A Riu de Cerdanya, en el marc de la festa de Sant Joan se celebra el Ball de les Rentadores.

#### Curses pel bosc
En els pobles del Pallars encara queda el costum antic, més estès abans, de carregar a coll troncs ardents i flamejants, corrents pel mig del bosc. Els que ho fan s'anomenen fallaires. El foc va alliberant una cua de guspires que n'il·luminen l'esquena i guarneixen la nit fosca des de la llunyania.
Un parell de setmanes abans, els fadrins interessats a participar-hi, van al bosc i tallen un tronc (falla) tan gran com les seves forces els permetin de carregar. Arribada la nit, s'enfilen al cim d'una certa muntanya i a un senyal de sortida d'un a un es llencen en cursa en un sender determinat. Al peu de la rampa, esperen dos casats amb la tasca d'aturar aquells que duen massa embranzida per poder-se deturar sols. Un cop acabat el recorregut llencen els troncs per encendre una gran foguera comunal. La tradició és ben viva, però ha perdut molta part litúrgica relacionada amb el cristianisme, com passejades davant l'església i passades de rosari.
Es conta que els antics pirinencs foragitaven amb foc els esperits de la nit, tot esperant que el sol del matí els espantés. Amb les flames de les falles, es donava força al nou sol. La paraula falla ve del mot llatí facula, que vol dir torxa o atxa. Ja en el Llibre dels Feits, es diu que les tropes catalanes del rei En Jaume portaven falles per fer llum al seu pas. Al Pirineu català, els fallaires baixen corrent muntanya avall amb les falles o els fais encesos fins a la plaça del poble, on fan la gran foguera. A mitjan mes de juny, al poble de Durro, els fadrins baixen muntanya avall amb la falla encesa tot seguint al fadrí major fins al poble. A Isil, ho fan per Sant Joan.

#### Cavalls
Les Festes de Sant Joan de Ciutadella, amb els cavalls de protagonistes, també se celebren en aquesta festivitat. A Menorca se celebren les festes de Ciutadella, que en comptes del foc tenen com a element característic els cavalls. Hi ha Missa, caragols i corregudes en una festa que s'allarga fins a la matinada de Sant Joan.

### Gastronomia

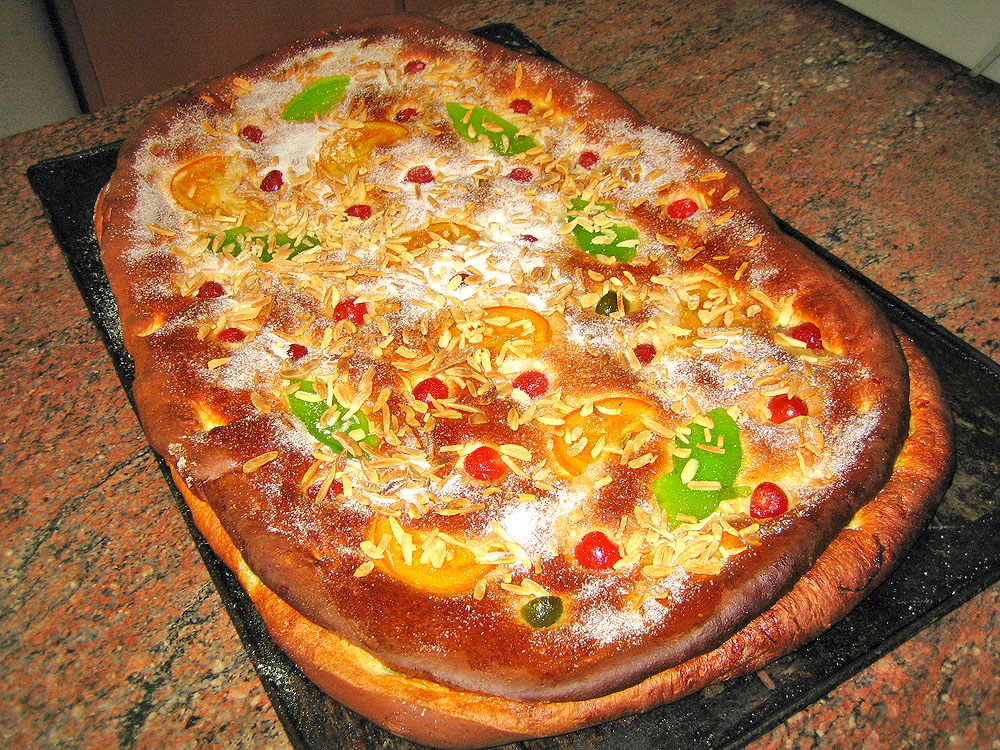
Coca de Sant Joan

En aquesta nit, per sopar, és habitual de fer reunions familiars o bé d'anar a alguna festa popular amb taules preparades a la vora d'una foguera. Llavors es menja tota mena de coques. A Catalunya i al País Valencià, la més habitual és la coca de Sant Joan de pa de pessic i fruita confitada, però també se'n fan de recapte, de llardons, pinyons i de moltes altres menes. Antigament, les coques per aquesta diada eren rodones amb un trau al mig, la qual cosa es podria relacionar amb alguna mena d'antic ritus solar. Avui en dia, la talla estàndard sol ser canònica, o sigui que fa el doble de llarg que d'ample. Com que és dia de festa, és tradicional de prendre vi o cava.

## Altres països del món

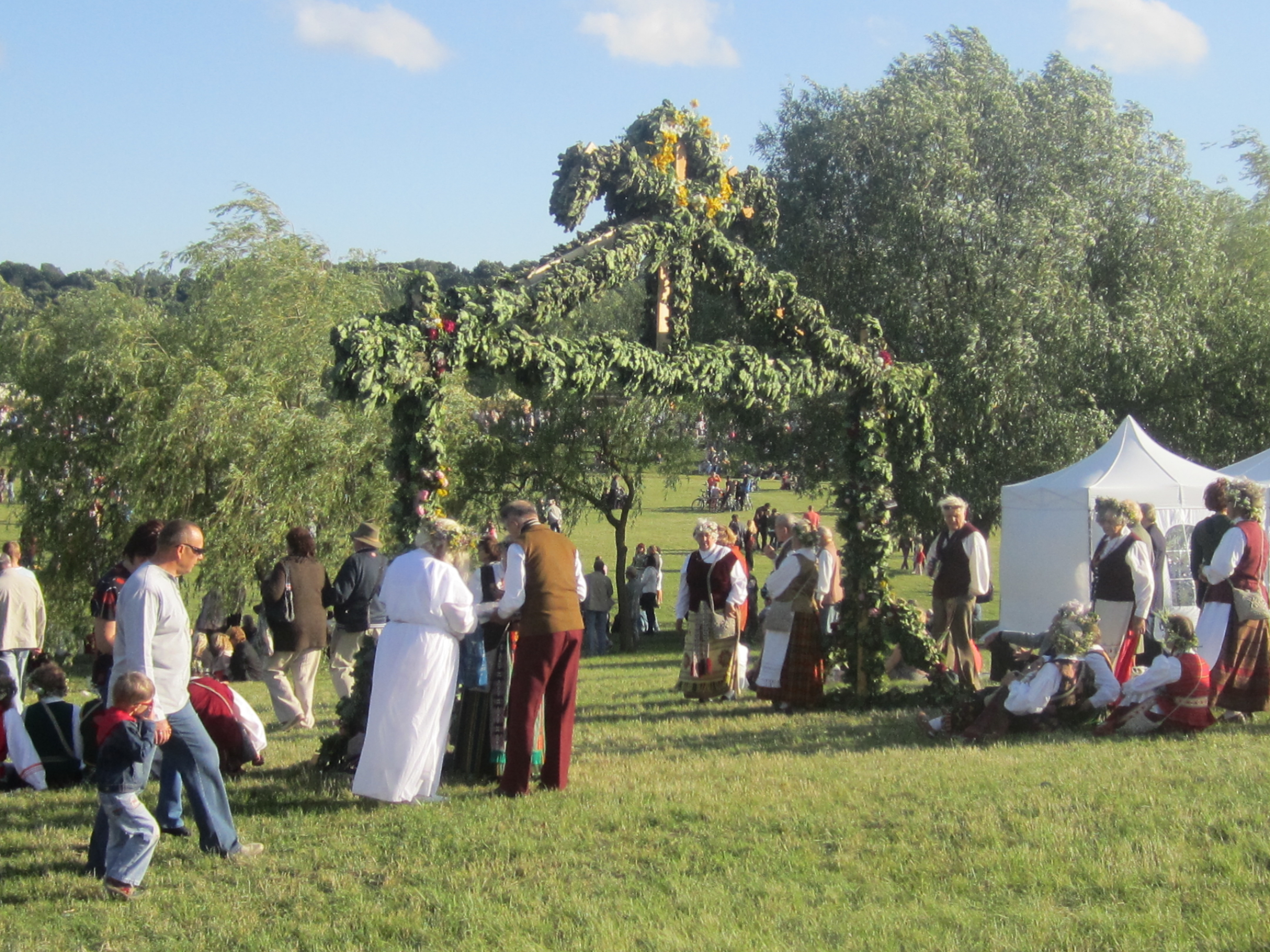
La festivitat se celebra a molts països d'arreu del món i de maneres ben diferents. A la imatge, la celebració de Sant Joan a Kaunas, Lituània

A banda dels territoris de parla catalana, la nit Sant Joan també se celebra en diferents indrets del món cristià. A Dinamarca la nit de Sant Joan (Sankthansaften) se celebra d'una manera molt similar a com se celebra la nit de Walpurgis a Suècia: tot encenent fogueres al capvespre. En algunes fogueres se situa la imatge d'una bruixa al capdamunt; aquesta tradició deriva de la creença que la nit de Sant Joan és també la nit de les bruixes, en la qual se celebra un aquelarre al cim del Brocken. Actualment, en diverses fogueres, la crema de la bruixa pren el significat d'ajudar-les a traslladar-se al pic Brocken, on té lloc la suposada reunió. A Dinamarca també són típiques les reunions familiars amb menjar i beure.
A Estònia, així com també a Finlàndia i Lituània en diferents graus, és una festa important, en la qual els estonians es reuneixen amb els familiars per a menjar, beure, cantar i ballar i també per a encendre fogueres. És considerada una festa més important que el mateix Nadal dins el calendari festiu estonià. En estonià es coneix com a Jaanipäev.
A Portugal hi destaca la Festa de São João do Porto, que es desenvolupa durant la nit del 23 de juny i en la qual els habitants de Porto van al centre de la ciutat per a lliurar ofrenes al sant, en una festivitat que barreja trets pagans i cristians. Aquesta festa té els seus orígens fa, com a mínim, set-cents anys.